# Les Aventures extraordinaires de Capitaine Superslip
Capitaine Superslip
Les Aventures extraordinaires de Capitaine Superslip ou Les Aventures extraordinaires du Capitaine Bobette au Québec (The Epic Tales of Captain Underpants) est une série télévisée d'animation américaine en 45 épisodes de 22 minutes basée sur les livres du Capitaine Slip, et diffusée du 13 juillet 2018 au 4 décembre 2020 sur Netflix,. Elle fait suite au film Capitaine Superslip sorti en 2017.
Elle est aussi diffusée au Québec sur Vrak depuis le 15 juin 2020 et en France sur Game One depuis le 7 décembre 2020.

## Synopsis

### Saison 1
Georges et Harold sont deux élèves perturbateurs du lycée Albert Martin de la ville de Piqua qui adorent faire des BD et transformer monsieur Chonchon, leur proviseur qu'ils détestent en Capitaine Superslip pour régler les problèmes qu'eux ou Édouard ont créés.

### Saison 2
Édouard Cyborg vient du futur pour remplacer monsieur Chonchon et faire de la scolarité du jeune Édouard une réussite. Malheureusement pour lui, Georges et Harold n'ont pas enfreint le règlement et ils vont continuer de mettre l'école sens dessus dessous et monsieur Chonchon devient sous-directeur, les garçons pourront donc continuer à appeler le Capitaine Superslip.

### Saison 3
Georges et Harold partent en colo avec leurs amis mais l'animateur est monsieur Chonchon. C'est juste le mauvais côté des choses car ils vont encore plus s'amuser avec le Capitaine Superslip.

### Saison 4
Dans cette quatrième saison, Georges et Harold entraînent leur école entière dans une mission spatiale complètement délirante.

## Fiche technique
- Titre original : The Epic Tales of Captain Underpants
- Titre français : Les Aventures extraordinaires de Capitaine Superslip
- Insipiré par : Le Capitaine Slip
- Réalisation : Todd Grimes
- Scénario : Mark Banker
- Musique :
  - Compositeurs : Jared Faber, Fred Kron
  - Compositeur de musique thématique : Peter Hastings
- Production : 
  - Producteurs : Winnie Chaffee, Kevin Gamble
  - Producteur exécutif : David Wiebe
- Sociétés de production : DreamWorks Animation, Titmouse, Scholastic Corporation
- Sociétés de distribution : NBCUniversal Television Distribution
- Durée : 22 minutes
- Diffusion : Netflix

## Distribution

### Voix originales
- Nat Faxon : M. Chonchon et Capitaine Superslip
- Ramone Hamilton : Georges Glousse
- Jay Gragnani : Harold Golade
- David Koechner : M. Chanmé
- Laraine Newman : Mme Rhin
- Patty Matson : Mme Rouille
- Sean Astin : narrateur
- Peter Hastings : narrateur des BD
- Jorge Diaz : Édouard Binoclar, Vincent Soulébra
- Erica Luttrell : Erica Wang
- Dayci Brookshire : Jessica Gordon et Berrine
- Evan Kishiyama : Biro
- Brennan Murray : Bo
- Trevor Devall : Prouty le Malin
- Nolan North : Lee Dingman
- Luke Youngblood : Cerbère

### Voix françaises

#### France
- David Krüger : M. Chonchon et Capitaine Superslip
- Benjamin Bollen : Harold Golade
- Arnaud Laurent : Dr Mentor, Miro, Vincent
- Olivier Chauvel : Edouard Binoclar
- Richard Leroussel : M. Chanmé
- Nicolas Justamon : Tubbadump, Musculus
- Laurent Maurel : Ragely
- Corinne Wellong : la Capitaine Fury Liza
- Cindy Lemineur : Jessica
- Virginie Caliari : Erica
- Nadine Girard : Maman, Mme Whoo
- Marie Chevalot : la mère de Melvin
- Michaël Aragones : M. Fryde
- Gauthier Battoue : le narrateur

#### Québec
- Tristan Harvey : M. Bougon / Capitaine Bobette
- Philippe Martin : Harold
- Didier Lucien : Georges
- Bernard Fortin : M. Chanmé
- Valérie Gagné : Mme Rhin
- Johanne Garneau : Mme Rouille
- Rachel Graton : Erica
- Véronique Marchand : Jessica
- Hugolin Chevrette : Édouard / Édouard Cyborg
- Sébastien René : Nies
- Martin Watier : Vincent
- Alex Perron : le narrateur

## Production
La saison 2 est sortie le 8 février 2019, la saison 3 le 19 juillet 2019 et la saison 4, Les Aventures extraordinaires de Capitaine Superslip dans l'espace !, est sortie le 10 juillet 2020.

## Épisodes
| Saison | Saison   | Épisodes | (Netflix)       | (Netflix)       | France (Boing)  | France (Boing)   |
| Saison | Saison   | Épisodes | Début de saison | Fin de saison   | Début de saison | Fin de saison    |
| ------ | -------- | -------- | --------------- | --------------- | --------------- | ---------------- |
|        | 1        | 13       | 13 juillet 2018 | 13 juillet 2018 | 7 décembre 2020 | 23 décembre 2020 |
|        | 2        | 13       | 8 février 2019  | 8 février 2019  | 8 février 2021  | 16 février 2021  |
|        | 3        | 13       | 19 juillet 2019 | 19 juillet 2019 | NC              | NC               |
|        | 4        | 6        | 10 juillet 2020 | 10 juillet 2020 | NC              | NC               |
|        | Spéciaux | 3        | 8 octobre 2019  | 4 décembre 2020 | NC              | NC               |

### Saison 1
| №  | #  | Titre français                                                                               | Titre original                                                                   | Première diffusion | Première diffusion |
| -- | -- | -------------------------------------------------------------------------------------------- | -------------------------------------------------------------------------------- | ------------------ | ------------------ |
| 1  | 1  | Capitaine Superslip et les flatulences frénétiques de Flavio Flagadouille                    | Captain Underpants and the Frenzied Farts of Flabby Flabulous                    | 13 juillet 2018    | 7 décembre 2020    |
| 2  | 2  | Capitaine Superslip et le fabuleux flop de DJ Fatal Futal                                    | Captain Underpants and the Dreadful Debacle of DJ Drowsy Drawers                 | 13 juillet 2018    | 8 décembre 2020    |
| 3  | 3  | Capitaine Superslip et la divine déroute du Démon des devoirs                                | Captain Underpants and the Horrible Hostilities of the Homework Hydra            | 13 juillet 2018    | 9 décembre 2020    |
| 4  | 4  | Capitaine Superslip et la vexante vilénie du Vil Voumpire                                    | Captain Underpants and the Vexing Villainy of the Vile Vimpire                   | 13 juillet 2018    | 10 décembre 2020   |
| 5  | 5  | Capitaine Superslip et la méga périlleuse quête de la momie du PQ                            | Captain Underpants and the Terrifying Perilous Misfortune of the TP Mummy        | 13 juillet 2018    | 11 décembre 2020   |
| 6  | 6  | Capitaine Superslip et la sinistre sève des aisselles suintantes de Vincent Soulébra         | Captain Underpants and the Squishy Predicament of Stanley Peet's Stinky Pits     | 13 juillet 2018    | 14 décembre 2020   |
| 7  | 7  | Capitaine Superslip et le coûteux casse-tête du calamiteux colosse                           | Captain Underpants and the Costly Conundrum of the Calamitous Claylossus         | 13 juillet 2018    | 15 décembre 2020   |
| 8  | 8  | Capitaine Superslip et les gesticulades et jérémiades du Juge J.O.R.T.S.                     | Captain Underpants and the Jarring Jerkiness of the Judge Jorts                  | 13 juillet 2018    | 16 décembre 2020   |
| 9  | 9  | Capitaine Superslip et la Formidable inFection du Fétide Fouettosaure                        | Captain Underpants and the Strange Strife of the Smelly Socktopus                | 13 juillet 2018    | 17 décembre 2020   |
| 10 | 10 | Capitaine Superslip et la loufoque et énorme mésaventure des lingettes effaceuses de mémoire | Captain Underpants and the Flustering Mindless Woe of the Flushable Memory Wipes | 13 juillet 2018    | 18 décembre 2020   |
| 11 | 11 | Capitaine Superslip et le sauvetage en surf sur le suintant Sueurnami                        | Captain Underpants and the Soggy Salvation of the Swirling Sweatnami             | 13 juillet 2018    | 21 décembre 2020   |
| 12 | 12 | Capitaine Superslip et les prouesses malodorantes de Prouty le malin                         | Captain Underpants and the Sickening Fumes of Smartsy Fartsy                     | 13 juillet 2018    | 22 décembre 2020   |
| 13 | 13 | Capitaine Superslip et la filouterie perfide de la fée des prouts                            | Captain Underpants and the Troublesome Treachery of the Thieving Toot Fairy      | 13 juillet 2018    | 23 décembre 2020   |

### Saison 2
| №  | #  | Titre français                                                                                   | Titre original                                                                    | Première diffusion | Première diffusion |
| -- | -- | ------------------------------------------------------------------------------------------------ | --------------------------------------------------------------------------------- | ------------------ | ------------------ |
| 14 | 1  | Capitaine Superslip et la rébellion radicale contre les Roboprofs répressifs                     | Captain Underpants and the Tenuous Takedown of the Tyrannical Teachertrons        | 8 février 2019     | 8 février 2021     |
| 15 | 2  | Capitaine Superslip et la colère corsée de Crini-Hercule le coriace                              | Captain Underpants and the Frantic Fury of the Fearsome Furculees                 | 8 février 2019     | 8 février 2021     |
| 16 | 3  | Capitaine Superslip et l'incroyable invasion des abeilles zombies                                | Captain Underpants and the Harmful Horrors of the Harrowing Hiveschool            | 8 février 2019     | 9 février 2021     |
| 17 | 4  | Capitaine Superslip et la puanteur putride du Cacacabra des égouts                               | Captain Underpants and the Preposterous Peril of the Pestering Poopacabra         | 8 février 2019     | 9 février 2021     |
| 18 | 5  | Capitaine Superslip et les fourberies facétieuses du Filousaurus fantasque                       | Captain Underpants and the Dastardly Deed of the Devious Diddlysaurus             | 8 février 2019     | 10 février 2021    |
| 19 | 6  | Capitaine Superslip et le sinistre subterfuge du sanguinaire Splotch                             | Captain Underpants and the Shadowy Syndrome of the Sinister Splotch               | 8 février 2019     | 10 février 2021    |
| 20 | 7  | Capitaine Superslip et le putsch poussif des pénibles papifions                                  | Captain Underpants and the Bizarre Blitzkrieg of the Bothersome Butt-erflies      | 8 février 2019     | 11 février 2021    |
| 21 | 8  | Capitaine Superslip et le violent vacarme de la vengeresse Ventousine                            | Captain Underpants and the Problematic Pandemonium of the Punishing Plungerina    | 8 février 2019     | 11 février 2021    |
| 22 | 9  | Capitaine Superslip et les rebelles face à la supercervelle de Bernie la Balance                 | Captain Underpants and the Bombastic Blathering of Brainy Blabulous               | 8 février 2019     | 12 février 2021    |
| 23 | 10 | Capitaine Superslip et le règne de terreur de l'empereur atchoumeur et ses postillons vermillons | Captain Underpants and the Crazy Caustic Spray of the Contagious Cruelius Sneezer | 8 février 2019     | 12 février 2021    |
| 24 | 11 | Capitaine Superslip et la crasse revanche de la créature des ordures Dechargitus Detritus        | Captain Underpants and the Trashy Tale of the Tumultuous Tubbadump                | 8 février 2019     | 15 février 2021    |
| 25 | 12 | Capitaine Superslip et l'examen de l'extrême, partie 1                                           | Captain Underpants and the Taxing Trauma of the Treacherous Tattle Trials Part 1  | 8 février 2019     | 15 février 2021    |
| 26 | 13 | Capitaine Superslip et l'examen de l'extrême, partie 2                                           | Captain Underpants and the Taxing Trauma of the Treacherous Tattle Trials Part 2  | 8 février 2019     | 16 février 2021    |

### Saison 3
| №  | #  | Titre français                                                                  | Titre original                                                                      | Première diffusion |
| -- | -- | ------------------------------------------------------------------------------- | ----------------------------------------------------------------------------------- | ------------------ |
| 27 | 1  | Capitaine Superslip et l'inquiétant culot des querelleurs aquatiques            | Captain Underpants and the Worrisome Wedge of the Water Warmongers                  | 19 juillet 2019    |
| 28 | 2  | Capitaine Superslip et les anormales atrocités des astucieux animaux agresseurs | Captain Underpants and the Angry Abnormal Atrocities of the Astute Animal Agressors | 19 juillet 2019    |
| 29 | 3  | Capitaine Superslip et l'abracadabrante altercation de l'abominable Altiratiche | Captain Underpants and the Abysmal Altercation of the Abominable Altitooth          | 19 juillet 2019    |
| 30 | 4  | Capitaine Superslip et la bizarre bagarre du Bestial Gerboulisk                 | Captain Underpants and the Bizarre Bout of the Beastly Barfilisk                    | 19 juillet 2019    |
| 31 | 5  | Capitaine Superslip et l'éveil létal de l'énormissime Léviadouard               | Captain Underpants and the Monstrous Mayhem of the Massive Melviathan               | 19 juillet 2019    |
| 32 | 6  | Capitaine Superslip et le sévère soufflet de la suintante Salamange             | Captain Underpants and the Savage Spite of the Slimy Salamangler                    | 19 juillet 2019    |
| 33 | 7  | Capitaine Superslip et le combat cradingue du cruel Camouflaque                 | Captain Underpants and the Cunning Combat of the Covert Camoflush                   | 19 juillet 2019    |
| 34 | 8  | Capitaine Superlip et les blablatages du barbant Soporifix                      | Captain Underpants and the Bad Beat of the Blah Borelock                            | 19 juillet 2019    |
| 35 | 9  | Capitaine Superslip et l'effroyable danger du fantôme dentiste                  | Captain Underpants and the Ghastly Danger of the Ghost Dentist                      | 19 juillet 2019    |
| 36 | 10 | Capitaine Superslip et les macabres manœuvres du machiavélique Multi-patator    | Captain Underpants and the Confounding Concoction of the Crooked Combotato          | 19 juillet 2019    |
| 37 | 11 | Capitaine Superslip et la crétine démence du délirant Cauchemaser               | Captain Underpants and the Ludicrous Lunacy of the Loopy Laser Lightmare            | 19 juillet 2019    |
| 38 | 12 | Capitaine Superslip et le superbe succès du stupéfiant Sugameover               | Captain Underpants and the Shocking Showdown of the Staggering Sugamechanger        | 19 juillet 2019    |
| 39 | 13 | Capitaine Superslip et le pestacle impromptu des implacables popomasqués        | Captain Underpants and the Polarizing Plight of the Pitiless Poopetrators           | 19 juillet 2019    |

### Saison 4
| №  | # | Titre français                                                                   | Titre original                                                                   | Première diffusion |
| -- | - | -------------------------------------------------------------------------------- | -------------------------------------------------------------------------------- | ------------------ |
| 40 | 1 | Capitaine Superslip et les tourments insensés des toilettes de l'espace          | Captain Underpants and the Senseless Torment of the Space Toilet                 | 10 juillet 2020    |
| 41 | 2 | Capitaine Superslip et l'artefact abandonné des aliens absents                   | Captain Underpants and the Abandoned Artifact of the Absentee Aliens             | 10 juillet 2020    |
| 42 | 3 | Capitaine Superslip et l'hystérie hypnotique de l'hypnochanteuse hyper-hargneuse | Captain Underpants and the Hazardous Hysteria of the Hangry Hypnosinger          | 10 juillet 2020    |
| 43 | 4 | Capitaine Superslip et le déroutant dilemme des doubles dysfonctionnels          | Captain Underpants and the Disturbing Dilemma of the Dysfunctional Döppelgangers | 10 juillet 2020    |
| 44 | 5 | Capitaine Superslip et la colère confuse du captif comploteur                    | Captain Underpants and the Confusing Crisis of the Conniving Captive             | 10 juillet 2020    |
| 45 | 6 | Capitaine Superslip et l'assaut ahurissant de l'armada alien                     | Captain Underpants and the Aggravated Assault of the Alien Armada                | 10 juillet 2020    |

### Épisodes spéciaux
| Titre français                                              | Titre original                                                                | Première diffusion |
| ----------------------------------------------------------- | ----------------------------------------------------------------------------- | ------------------ |
| Capitaine Superslip et le conte terrifiant du Trompe-loween | Captain Underpants and the Heartbreaking Havoc of the Haunting Hack-A-Weent   | 8 octobre 2019     |
| L'aventure interactive de Capitaine Superslip               | Captain Underpants and the Interactive Insanity of the Irritating Interlopers | 11 février 2020    |
| Le Noël XL de Capitaine Superslip                           | Captain Underpants and the Xtreme Xploits of the Xplosive Xmas                | 4 décembre 2020    |